# Senador Guiomard
Senador Guiomard – miasto w Brazylii leżące w stanie Acre.
W 2006 roku obszar miasta liczący 2047 km², zamieszkiwało 21 000 ludzi.